# Studium Polski Podziemnej
Studium Polski Podziemnej – polska instytucja o charakterze archiwalno-naukowym na uchodźstwie. Powstała w wyniku II wojny światowej, powołana w Londynie przez byłych żołnierzy Armii Krajowej w 1947.
Od 1948 siedziba mieści się w dzielnicy Ealing, w zachodnim Londynie przy Leopold Road 11. Wśród założycieli znaleźli się m.in.: Tadeusz Bór-Komorowski, Kazimierz Iranek-Osmecki, Stanisław Juszczakiewicz, Tadeusz Pełczyński i Wanda Pełczyńska. W 1988 Studium połączyło się z londyńskim Instytutem Polskim i Muzeum im gen. Sikorskiego (IPMS), zachowując autonomię działania. Zasoby archiwalne SPP stanowią podstawę dla badań nad Polskim Państwem Podziemnym w latach II wojny światowej. Poza wytworzonymi w Sztabie Naczelnego Wodza i Rządzie RP dokumentami normatywnymi w zasobie archiwalnym znajduje się zestaw kolekcji osobowych, który powstał ze spuścizny po wybitnych oficerach Armii Krajowej i politykach Państwa Podziemnego.
Ze zbiorów rzeczowych należy wymienić kolekcję grupującą teczki personalne cichociemnych, którzy w czasie wojny drogą powietrzną byli przerzucani do okupowanego kraju. W zbiorach SPP znajduje się bardzo bogata dokumentacja ikonograficzna, prasa, mapy oraz biblioteka (ponad 5 tys. tomów). Efektem pracy instytucji jest uporządkowanie i udostępnianie zasobów archiwalnych oraz szeroko rozumiana działalność wydawnicza dotycząca przede wszystkim edycji źródłowych (m.in. Armia Krajowa w dokumentach 1939–1945), choć nie tylko (The Polish Home Army 1939–1945, Organizacja zrzutów materiałowych dla Armii Krajowej).

## Cele i zadania
- Praca archiwalna: gromadzenie, zabezpieczanie, porządkowanie i udostępnianie materiałów historycznych do dziejów Polski Podziemnej
- Gromadzenie zbiorów bibliotecznych o tej samej lub zbliżonej tematyce
- Działalność wydawnicza
- Popularyzacja wiedzy historycznej o Polsce z lat 1939-1956

## Władze
Funkcję Prezesa SPP od 2002 roku pełni dr Krzysztof Stoliński. Kierownikiem Archiwum SPP jest od połowy lat 80. XX w. dr Andrzej Suchcitz.
Ciałem wytyczającym główne kierunki rozwoju jest Rada Studium Polski Podziemnej w składzie:
- Antoni Bohdanowicz
- Zbigniew Bokiewicz
- Andrzej Ciechanowiecki
- Ryszard Dembiński
- Teodora Wanda Grabowska
- Władysław Jarosz
- Maria Jaszczołt
- Maria Kędzierska
- Hanna Zbirohowska-Kościa
- Ludwik Maik
- Eugenia Maresch
- Halina Martinowa (zm. 2007)
- Tadeusz Melka
- Jan Milik
- Stanisław Nowodworski
- Albin Ossowski
- Andrzej Pomian (zm. 2008)
- Andrzej Bohdan Pomian
- Marzenna Schejbal (zm. 2021)
- Krzysztof Stoliński
- Andrzej Suchcitz
- Aleksander Szkuta
- Wieńczesław Wagner
- Bronisław Zagórski
- Krzysztof Barbarski (Prezes IPMS)

## Zasłużeni pracownicy
- Halina Czarnocka – długoletni kierownik, archiwista i sekretarz Studium w jednej osobie.

## Nagrody
- W 1977 Studium Polski Podziemnej otrzymało Nagrodę Pisarską Stowarzyszenia Polskich Kombatantów za edycję źródłową pt. Armia Krajowa w dokumentach[2].
- W 2003 SPP zostało laureatem nagrody "Kustosza Pamięci Narodowej" im. G. Jakubowskiego. Tytuł został przyznany przez Instytut Pamięci Narodowej jako dowód uznania za wkład w ochronę polskiego dziedzictwa narodowego poza granicami kraju.